# 奠基時代

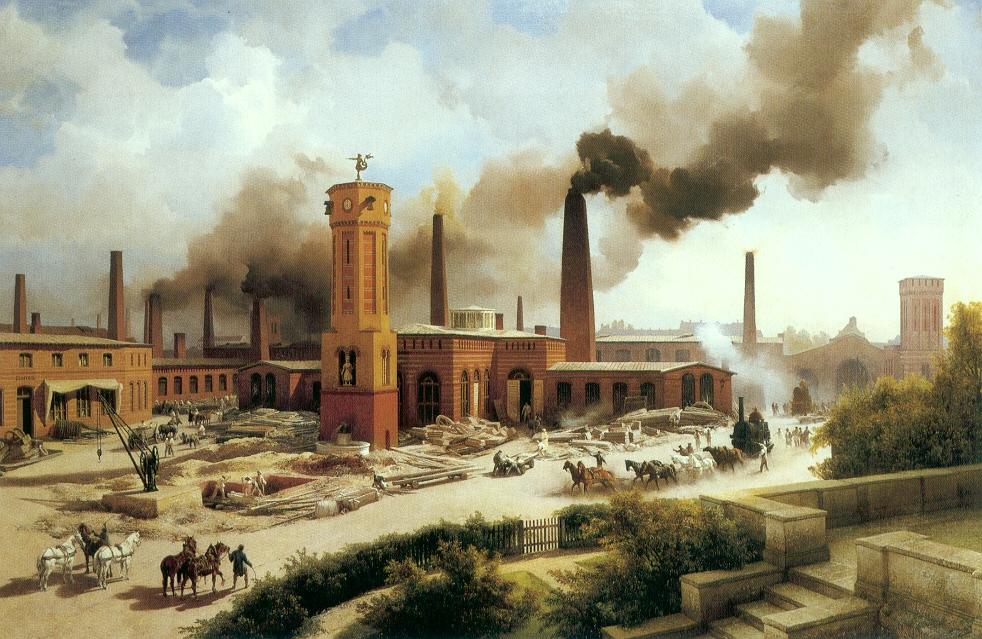
奠基時代的主要特徵便是席捲全德的工業化浪潮，圖為奧古斯特·博西格 在柏林開設的機器工廠

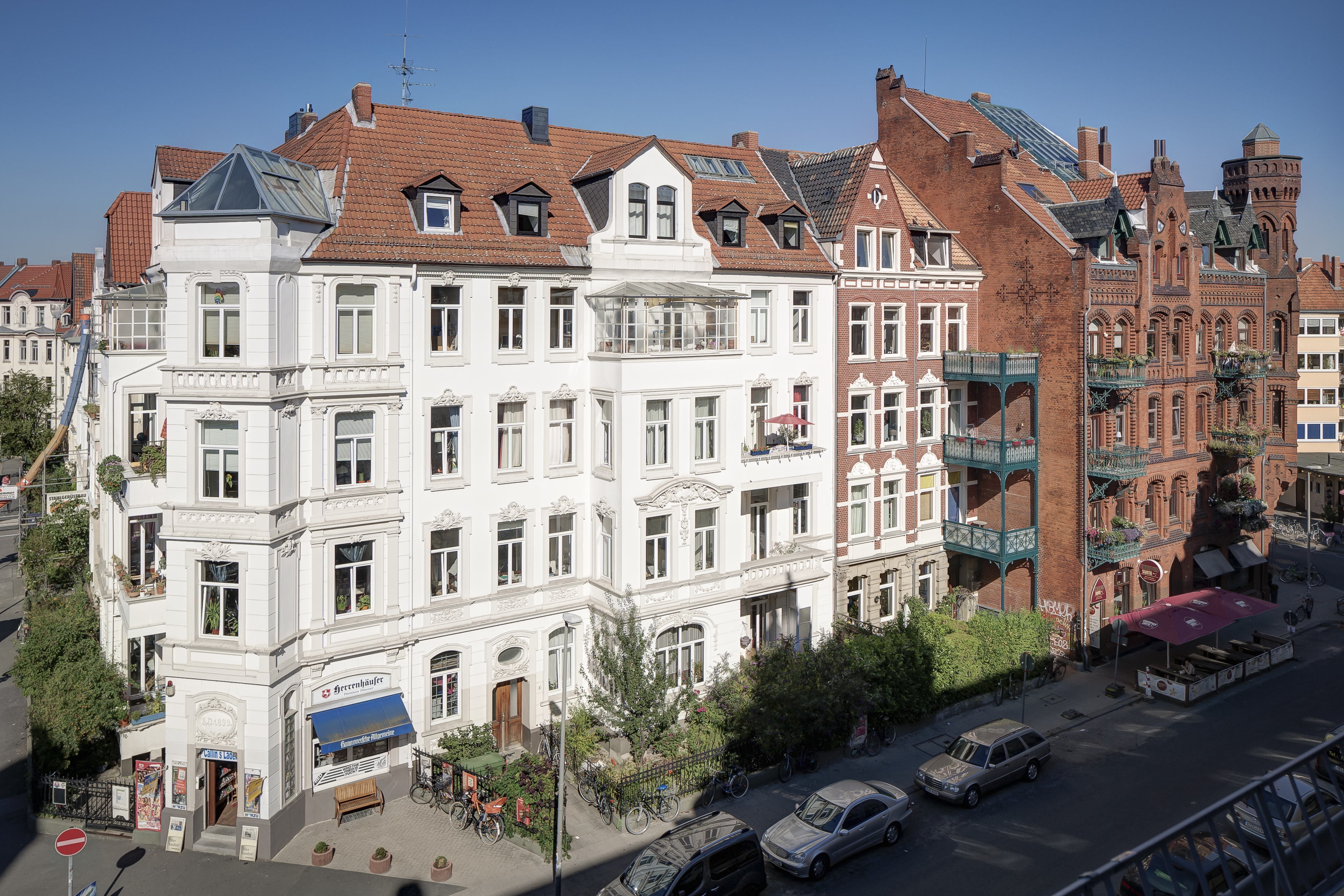
漢諾威諾德斯塔特的奠基時代建築

奠基時代（德語：Gründerzeit，德語發音：[ˈɡʁʏndɐˌtsaɪt]）是指的19世紀德國和奧地利在1873年股市大崩盤之前的階段。中歐地區的工業化始於1840年代，以此為名的奠基時代的起始沒有明確的界線。在奧地利，1848年的三月革命被普遍認為是經濟變革的開始（雖然這場革命並沒有帶來相應的政治變革）。 在德國，由於1870年至1871年普法戰爭的勝利，法國賠償了大量戰爭賠款，同時德意志統一促成了統一市場的形成，使得資本大量湧入。這段時間經濟進入繁榮期，人們稱此為奠基時代。在奠基時代中，中歐地區的公民對文化發展的影響越來越大。這個時代也是古典自由主義的時代之一，即使當時的政治要求只得到部分滿足。工業化也帶來了審美變化，尤其是在建築和藝術領域。
奠基時代風格（德語：Gründerzeitstil）是表示這一時期（1850至1914年）德意志地區主要建築風格的詞彙，它指代的空間範圍比歷史學意義上的奠基時代要長。從歷史學分界，第三帝國前的德國大致可分為奠基時代（德語：Gründerzeit，1840-73）、威廉時代（德語：Wilhelminische Zeit，1890-1914）和威瑪化時代（德語：Weimarisierung Zeit，1918-33）。

## 延伸閱讀
- Baltzer, Markus. . Münster: LIT. 2007. ISBN 9783825899134 （德语）.
- Hermand, Jost. . Monatshefte. 1977, 69 (2): 189–206. JSTOR 30156817 （德语）.

## 外部連結
- 维基共享资源上的相關多媒體資源：Gründerzeit architecture in Germany